# 1978 في الكويت

## المناصب
- أمير الدولة: جابر الأحمد الصباح
- رئيس الوزراء: جابر الأحمد الصباح (حتى 8 فبراير) سعد العبد الله السالم الصباح (بدأ 8 فبراير)
- ولي العهد: سعد العبد الله السالم الصباح (بدأ من 31 يناير)

## مواليد
- منى شداد - ممثلة.
- أحمد البارود - ممثل.

## وفيات
- صقر الرشود - ممثل.